# Badische Bergstraße
Badische Bergstraße es la parte meridional de la Bergstraße ("Ruta de Montaña") en Baden-Wurtemberg, un estado federado de Alemania. Linda al norte con la Hessische Bergstraße. Comienza en Laudenbach en el norte y va hasta Wiesloch en el sur (distancia: aprox. 40 km). Pertenece a la región vinícola Baden.